# Aquilonifer
Aquilonifer spinonus
Genre
Espèce
Aquilonifer est un genre éteint d'arthropodes du Silurien. Il est représenté par l'unique espèce Aquilonifer spinonus connue par un spécimen découvert dans le Lagerstätte de Wenlock, daté de 443 à 419 millions d’années, situé dans le Herefordshire, en Grande-Bretagne.

## Systématique
Le genre Aquilonifer et l'espèce Aquilonifer spinonus ont été décrits en 2016 par Derek Briggs, Derek J. Siveter (d), David John Siveter (d), Mark D. Sutton (d) et David Alexander Legg (d)

## Description
Aquilonifer spinonus est une espèce d'arthopodes du groupe-souche des mandibulés. Son corps, d'une longueur de 1 cm, a un tronc composé de onze plaques de chitine. Le spécimen découvert possède dix petits appendices d'une taille de 0,5 à 2 mm, interprétés comme des larves attachées à l'adulte,.

## Publication originale
- (en) Derek E. G. Briggs, Derek J. Siveter, David J. Siveter, Mark D. Sutton et David Legg, « Tiny individuals attached to a new Silurian arthropod suggest a unique mode of brood care », Proceedings of the National Academy of Sciences, Washington et États-Unis, NAS, vol. 113, no 16,‎ 19 avril 2016, p. 4410-4415 (ISSN 0027-8424 et 1091-6490, OCLC 43473694 et 1607201, PMID 27044103, PMCID 4843443, DOI 10.1073/PNAS.1600489113, lire en ligne).